# Ferenc Esterházy de Gálantha

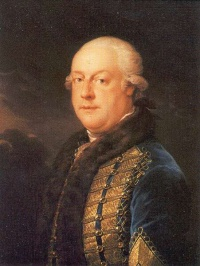
Portret

Graaf Ferenc (ook wel Franz) bijgenaamd "Quinquin" Esterházy de Galántha (Wenen, 12 september 1715 - Cseklész, 7 november 1785) was een Hongaars aristocraat, vrijmetselaar en hoveling. Hij behoorde tot de kring van vertrouwelingen van keizerin Maria Theresia van Oostenrijk. 
Het Huis Esterházy is wijdvertakt. Ferenc is de stamvader van de jongere grafelijke lijn van de heren van Sempte und Cseklész binnen de jongere linie van de Esterházy Forchtenstein. Hij was de feodale heer van het dominium Sempte und Cseklész. Het Fideikomiss Cseklész was zijn schepping.
Ferenc Esterházy de Gálantha vervulde voor de Oostenrijkse Habsburgers bestuurstaken zoals het toezicht op het Komitat Moson (Wieselburg). In 1760 stond hij aan de wieg van de Hongaarse Orde van de Heilige Stefanus. In 1764 werd Ferenc Esterházy de Gálantha de eerste kanselier van deze orde. Maria Theresia bewees hem de grote eer om haar met diamanten versierde ster van deze orde aan hem te schenken. Deze ster bleef tot in de vroege 20e eeuw in zijn geslacht bewaard. Wanneer een graaf Esterházy tot grootkruis in de Orde van de Heilige Stefanus werd benoemd droeg hij op grond van een traditie binnen de familie deze bijzondere ster. De Oostenrijkse heersers hebben deze traditie gerespecteerd.
In 1771 werd Ferenc Esterházy de Gálantha tot ridder in de Orde van het Gulden Vlies benoemd. In 1777 kreeg hij een zeer verantwoordelijke charge aan het Weense Hof; hij werd Oberhofmeister zodat het toezicht op de huishouding van de keizerin op zijn schouders rustte. In 1785 verwierf hij weer een bestuurstaak. Hij werd banus van Kroatië en Slavonië. 
Ferenc Esterházy de Gálantha was een aanhanger van de vrijmetselarij. Hij stichtte de loge L'Orian en werd daarvan de eerste grootmeester. 
Uit zijn huwelijk met Antonia Franziska Nicoletta Richard de la Potréau werden twee kinderen geboren. Ferenc II Esterházy de Gálantha (6 februari 1758 - 18 november 1815) en Mária Anna Eleonora.